# Gears of War: E-Day
Gears of War: E-Day est un futur jeu de tir à la troisième personne co-développé par The Coalition et People Can Fly et édité par Xbox Game Studios. En tant que septième volet principal de la franchise Gears of War et se déroulant 14 ans avant les événements du jeu original, E-Day devrait sortir sur Windows et Xbox Series en 2026.

## Contexte
Se déroulant 14 ans avant les événements du jeu original, Marcus Fenix et Dom Santiago, deux soldats de la Coalition des Gouvernements Unis (CGU), doivent survivre au Jour de l'Émergence au cours de laquelle une race de créatures souterraines, connue sous le nom de Horde de Locustes, émerge de son repaire souterrain et submerge le monde de Sera. Le jeu se déroule dans la ville de Kalona, un nouveau lieu pour la franchise.

## Développement
E-Day est décrit par l'équipe comme une « histoire d'origine » centrée sur la fraternité entre le protagoniste de la série Marcus Fenix et Dom Santiago. The Coalition ajoute que le jeu aura une « approche moderne » des deux personnages, qui sont jeunes, « vulnérables » et inexpérimentés. L'équipe a choisi le Jour de l'Émergence comme décor car elle estimait qu'il résume plusieurs thèmes fondamentaux de la série tels que la fraternité entre les soldats de la coalition, un ton mélancolique et une concentration à la fois sur la brutalité et l'action,. Les événements d'E-Day se dérouleront sur plusieurs jours, et l'objectif de l'équipe est de « capturer un moment dans le temps » et de raconter une histoire « intime », explorant comment une civilisation mal préparée et désespérée réagit à une apocalypse soudaine et presque imparable,. Semblable aux premiers jeux de la série, E-Day metttrait l'accent sur l'horreur. Les drones Locust, qui étaient de la chair à canon dans les premiers volets de la série, ont été repensés dans E-Day pour paraître plus intimidants et redoutables. Il présentera également l'origine du fusil d'assaut Lancer, une arme emblématique de la série.
E-Day, en tant que préquelle de la trilogie originale, est présenté comme un volet principal de la série. L'équipe estime que la création d'une histoire sur les origines de la franchise est une opportunité « trop belle pour la manquer » et réitère qu'elle n'abandonnait pas les fils narratifs établis dans les jeux plus récents de la série. Contrairement à Gears 5 qui a introduit des éléments que l'on retrouve couramment dans les jeux en monde ouvert, E-Day sera une expérience plus linéaire. Le jeu est officiellement annoncé en juin 2024 avec une bande-annonce intégrée au moteur créée en collaboration avec Blur Studio. Il devrait être disponible pour Windows et Xbox Series en 2026,.